# Myceliophthora thermophila
Myceliophthora thermophila är en svampart som först beskrevs av Apinis, och fick sitt nu gällande namn av Oorschot 1977. Myceliophthora thermophila ingår i släktet Myceliophthora, ordningen Onygenales, klassen Eurotiomycetes, divisionen sporsäcksvampar och riket svampar.   Inga underarter finns listade i Catalogue of Life.